# 魯肇忠
鲁肇忠（1934年12月5日—），臺灣人，籍貫安徽省当涂县，成長於臺灣臺南市，中华民国政府官员、外交官。

## 學經歷
鲁肇忠13歲時隨父母遷至臺南縣麻豆鎮（今臺南市麻豆區），1954年成為臺南市私立南光高級中學第二屆畢業生，後毕业于國立臺灣大學商學系國貿組。
1960年入外匯貿易審議委員會（經濟部國際貿易局的前身）稽核组工作，后历任国贸局第四组副组长、第三组组长、副局长。1982年到1988年，他担任北美事务协调委员会驻美经济组组长。1990年担任驻英國经济办事处处长兼比利时经济办事处处长。1991年担任驻比利时代表处代表。
1994年9月起，他擔任中華民國駐美國代表，期間推動促成李登輝總統於1995年6月訪問美國，於母校康乃爾大學的「歐林講座」發表「民之所欲，長在我心」的演說，是中華民國政府在臺灣的國家元首第一次赴美訪問。1996年5月卸任后获聘为總統府國策顧問。後提前退職，並退出中國國民黨。他也曾担任联合国经济计划暨发展研究所研究员。

## 經驗與觀點
13歲隨家人逃到台灣的魯肇忠表示「共產黨的制度是讓人不寒而慄的，只要有共產黨專政存在，我不相信他們能走到自由民主之路，這是不可能的。」「簽和平協定是多餘的，又刺激國內族群問題，造成不和諧，而且沒有實際效果。幾十年來，我們沒有簽和平協定，不也是過來了。」「維持現狀這是現在的主流民意，我們還要「蓄勢待發」。」「兩岸可以做朋友交流，但你是你、我是我，一邊一國，台灣不能喪失主權，台灣應該在維持現狀情況下，努力達到理想和目標，也就是堅持獨立建國，永遠擺脫中國的陰影。」
魯肇忠推崇尹仲容的魄力與腳踏實地和李國鼎對資訊工業的遠見。政府要時刻刻提醒到中國大陸投資的廠商分散風險，不能把所有的雞蛋擺在一個籃子裡。他認為，台灣如果沒有強大的經濟力量就沒有國力，沒有國力就走不出去，台灣必須要有強大的經濟力量才能走自己的路。
魯肇忠認為，蕭萬長提出的兩岸共同市場，會對台灣造成承受不起的傷害。歐洲共同市場是在成員皆為主權國家的平等基礎上合作發展，彼此受惠；如今中國不但不承認台灣的平等地位，又是一個幅員大、人口多、經濟落後的國家。台灣相對而言，經濟已高度發展，規模又小，一旦開放兩岸人員、貨物和貨幣自由流通，台灣那裡承受得了？兩岸要談共同市場一定要先消除敵意，真心誠意地坐下來談，兩岸的經濟開放一定要有配套措施。
作為一名外省人，魯肇忠支持台灣應由多數族群的菁英出來為人民服務，因為這樣政治才能穩定，長治久安。
1995年，李登輝在康乃爾大學演說，「中華民國」一詞提了27次，時任中華民國駐美國代表的魯肇忠，事前告訴美方該演講「不會有太強的政治意涵」；事後美國國務院亞太助理國務卿羅德（Winston Lord）在唐耐心《中國密檔》（China Confidential）書中說，「李登輝『出賣了』（double crossed）我們」，他拒絕再見魯肇忠，「有好幾個月他（魯肇忠）完全見不到我」；當時的中華民國國家安全會議祕書長丁懋時到紐約密會白宮國家安全副顧問山迪·柏格（Sandy Berger），開闢兩國溝通的新管道，此事魯肇忠被蒙在鼓裡，魯肇忠只得黯然卸任。

## 著作
- 《我們要走出去：前駐美代表魯肇忠回憶錄》, 魯肇忠口述，周邦貞執筆，玉山社，2007年2月1日

## 外部連結
- 美國國會籌劃向蔣夫人致敬酒會即將舉行駐美代表魯肇忠向蔣夫人報告規劃細節 （页面存档备份，存于）, 臺灣記憶, 國家圖書館

| 外交職務       | 外交職務                                   | 外交職務      |
| -------------- | ------------------------------------------ | ------------- |
| 中華民國外交部 |                                            |               |
| 前任： 丁懋時  | 駐美代表 第五任 1994年9月8日－1996年6月1日 | 繼任： 胡志強 |